# Società Calcistica Cerretese 1982-1983
Questa voce raccoglie le informazioni riguardanti la Società Calcistica Cerretese nelle competizioni ufficiali della stagione 1982-1983.

## Rosa
| N. |                   | Ruolo | Calciatore           |
| -- | ----------------- | ----- | -------------------- |
|    | Italia (bandiera) | C     | Antonio Armonico     |
|    | Italia (bandiera) | C     | Marcello Carli       |
|    | Italia (bandiera) | D     | Fabio Ciavattini     |
|    | Italia (bandiera) | D     | Francesco Ciccarelli |
|    | Italia (bandiera) | A     | Loriano Cipriani     |
|    | Italia (bandiera) | A     | Arturo Cocci         |
|    | Italia (bandiera) | D     | Francesco Corsini    |
|    | Italia (bandiera) | C     | Stefano Dionigi      |
|    | Italia (bandiera) |       | Dondoni              |
|    | Italia (bandiera) | A     | Fabio Fratena        |
|    | Italia (bandiera) | C     | Marco Losio          |
|    | Italia (bandiera) | D     | Simone Malvolti      |

| N. |                   | Ruolo | Calciatore          |
| -- | ----------------- | ----- | ------------------- |
|    | Italia (bandiera) | D     | Vinicio Olmi        |
|    | Italia (bandiera) |       | Papini              |
|    | Italia (bandiera) | D     | Alessandro Pasquali |
|    | Italia (bandiera) | C     | Fabrizio Piccinnu   |
|    | Italia (bandiera) | C     | Davide Pieracci     |
|    | Italia (bandiera) | C     | Stefano Pontis      |
|    | Italia (bandiera) | C     | Rosario Rampanti    |
|    | Italia (bandiera) | P     | Alessandro Ristori  |
|    | Italia (bandiera) | D     | Filippo Sarti       |
|    | Italia (bandiera) | D     | Fabrizio Saturnini  |
|    | Italia (bandiera) | D     | Davide Torchia      |
|    | Italia (bandiera) | D     | Mauro Valentino     |